# Montalba-le-Château

Localización de Montalba-le-Château en la Fenolleda.

Montalba-le-Château (en occitano Montalban del Castèlh, en catalán Montalbà del Castell) es una localidad y comuna francesa situada en el departamento de Pirineos Orientales y la región de Occitania, en la comarca occitana de la Fenolleda. Tenía 142 habitantes en 2007.
Administrativamente, pertenece al distrito de Prades, al cantón de Vinça y a la Communauté de communes de Roussillon Conflent.

## Geografía
La comuna se encuentra en la frontera con la comarca histórica del Rosellón. Su territorio, casi totalmente granítico, se eleva al noroeste hasta 661 metros (límite con Caramany y el bosque de Balderbe), mientras que el pueblo se sitúa a 480 metros de altitud. La mayoría de las tierras agrícolas se dedican a la vid. El municipio es atravesado de oeste es por el pequeño río de la Crabayrisse, que a continuación discurre por Bélesta antes de confluir en el Têt. Destacar también el arroyo de Bellagre, que sirve de límite con Rodès.
La comuna de Montalba-le-Château limita con Trévillach, Caramany, Bélesta, Ille-sur-Têt y Rodès.

## Etimología
La primera mención se remonta a 955, bajo la forma Montealbo, y después Monte Albani (1118). Puede significar el monte blanco, o también hacer referencia a un nombre persona (Albus o Albanus) unido al nombre monte. El nombre actual del pueblo (Montalba-le-Château) data de 1933.

## Historia
Una de las características de Montalba es de haber sido, hasta el Tratado de los Pirineos de 1659, un pueblo-frontera francés desde donde se organizaban numerosas expediciones en dirección al Rosellón (y a la inversa). Su castillo, construido a partir del siglo XII, revestía gran importancia. Al igual que otros pueblos fortificados, por ejemplo Castelnou, la iglesia se sitúa fuera del recinto. Parece datar del siglo XIII, y presenta una original cabecera poligonal.

## Demografía
| 194 | 203 | 156 | 121 | 111 | 120 |
| Para los censos de 1962 a 1999 la población legal corresponde a la población sin duplicidades (Fuente: INSEE [Consultar]) |     |     |     |     |     |

## Lugares y monumentos
- Castillo
- Iglesia parroquial Notre-Dame-de-l'Assomption
- Capilla Saint-Sébastien
- Muséo de la vid y el vino en una sala del castillo

## Personalidades ligadas a la comuna
- Alfred Sauvy, economista y profesor en el Collège de France; tenía una casa en la comuna y le gustaba retirarse allí para redactar sus obras